# Mercedes-Benz W 188
Mercedes-Benz 300 S est le nom commercial d’une gamme de coupés et de cabriolets dérivés du modèle 300 berline. Les voitures deux portes, connues en interne sous le nom W 188, ont été présentées au Mondial de l'Automobile de Paris, en France, en octobre 1951. La Mercedes-Benz 300 S a un empattement plus court de 15 cm que celui du châssis de la berline. Avec un total de 760 exemplaires produits, une W 188 est plus rare que la fameuse 300 SL « Papillon ». Sur toute sa période de production, la W 188 était le véhicule le plus cher de la gamme Mercedes.
Avec la 300 berline, ces modèles étaient les dernières voitures particulières de Daimler-Benz qui étaient encore basées sur un cadre (châssis). Depuis lors, des concepts de véhicules de tourisme plus modernes ont eu une carrosserie autoportante (par exemple les modèles « Ponton »).

## 300 S (W 188 I)
Les véhicules étaient disponibles en coupé, cabriolet A et roadster. Elles avaient le moteur six cylindres d’une cylindrée de 2 996 cm3 de la W 186 berline, qui développait désormais 150 ch (110 kW) avec trois carburateurs Solex et il faisait accélérer les véhicules jusqu’à 175 km/h. De juin 1952 à juillet 1955, 216 coupés, 203 cabriolets A (avec toit doublé) et 141 roadsters (toit simple entièrement escamotables sans barres anti-tempête) ont été fabriqués, certains d’entre eux avec des carrosseries spéciales, par exemple de Pininfarina.

## 300 Sc (W 188 II)
En 1955, la gamme de modèles a été révisée et renommée Mercedes-Benz 300 Sc. Des jantes chromées et autres garnitures chromées, un essieu oscillant à simple articulation à l’arrière et, surtout, un système d’injection directe complexe qui augmentait les performances de 25 ch modernisaient les véhicules. Il était écrit Einspritzmotor (moteur à injection) en grosses lettres sur le pare-chocs arrière. Le nouveau moteur développait 175 ch (129 kW) et permettait une vitesse de pointe de 180 km/h. De janvier 1956 à juillet 1957, 98 coupés, 49 cabriolets A et 53 roadsters ont été construits. Le prix a été augmenté de 2 000 à 36 500 Deutsche Mark par rapport au modèle précédent (ce qui correspond à environ 96 000 euros aujourd’hui).

## Période et chiffres de production
|                         | 300 S cabriolet A           | 300 S coupé              | 300 S roadster           | 300 Sc cabriolet A        | 300 Sc coupé              | 300 Sc roadster           |
| ----------------------- | --------------------------- | ------------------------ | ------------------------ | ------------------------- | ------------------------- | ------------------------- |
| Période de construction | septembre 1951–juillet 1955 | septembre 1951–août 1955 | septembre 1952–juin 1955 | janvier 1956–juillet 1957 | septembre 1955–avril 1958 | janvier 1956–février 1958 |
| Chiffre de ventes       | 203                         | 216                      | 141                      | 49                        | 98                        | 53                        |

## Galerie

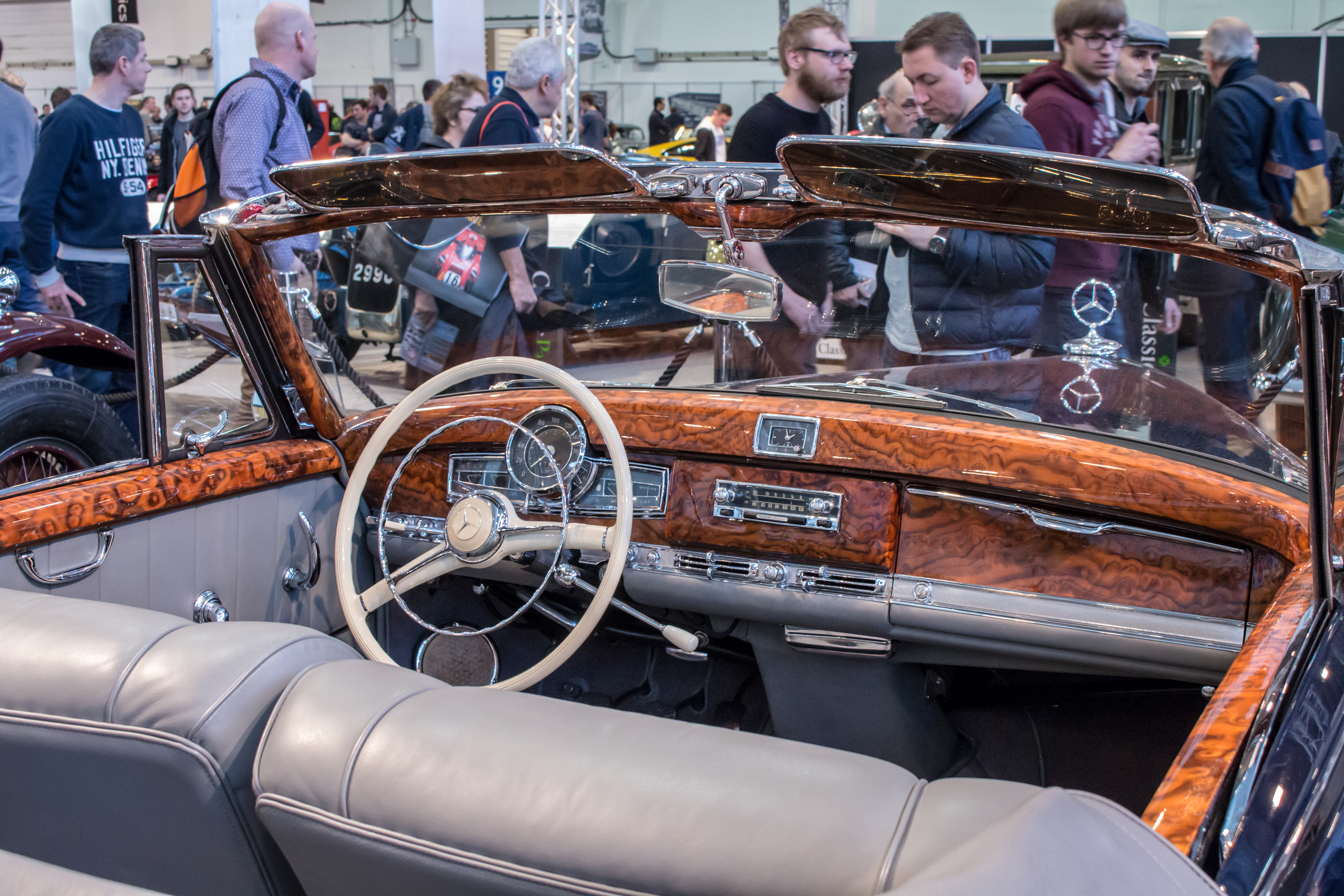
Cockpit de la 300 Sc avec radio Becker Mexico.
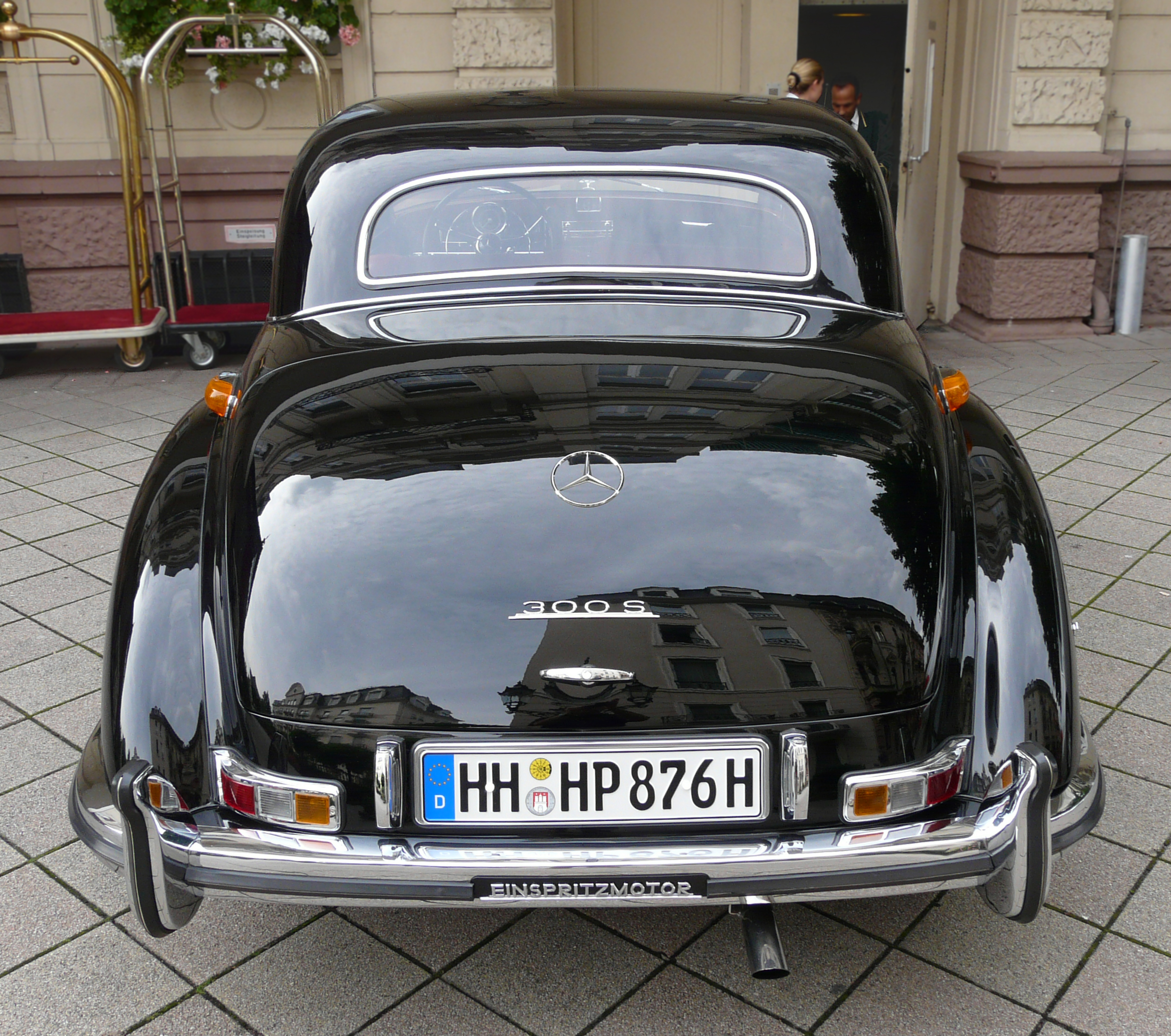
Vue arrière d’une 300 Sc coupé ; L’inscription Einspritzmotor est visible sur le pare-chocs arrière.
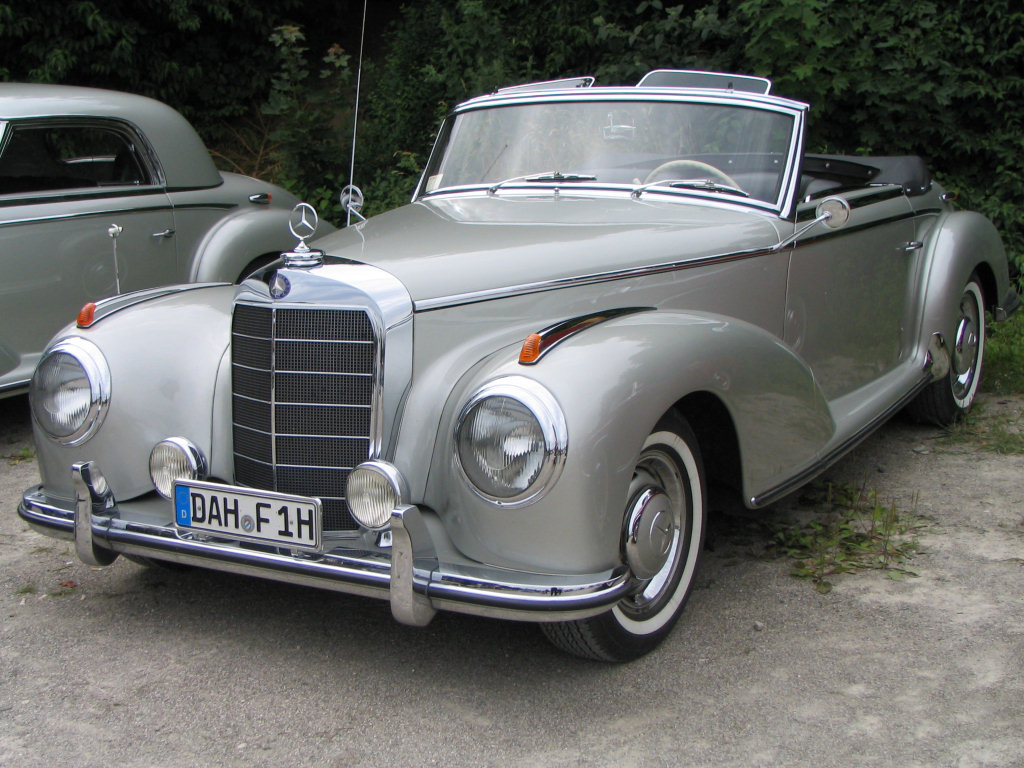
300 S roadster (1953).
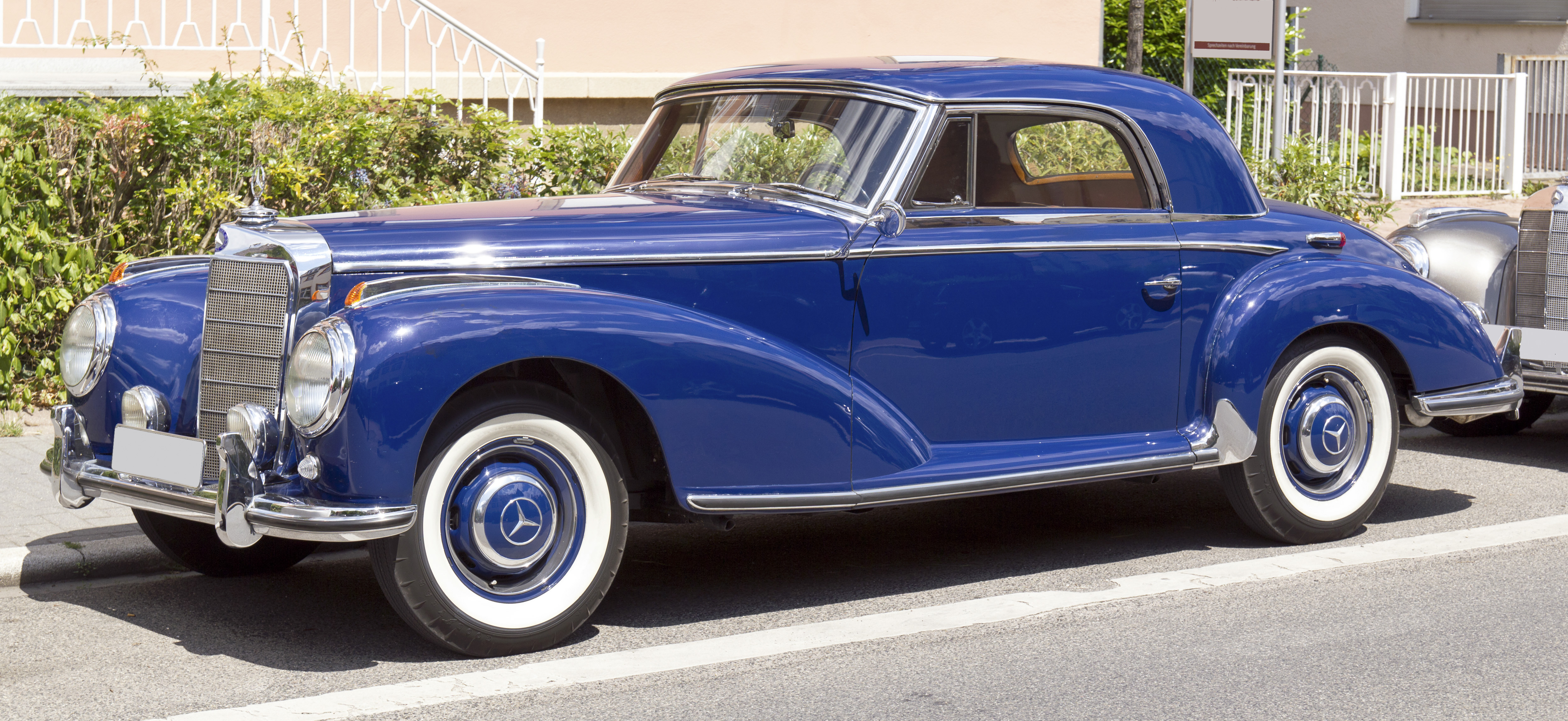
Mercedes-Benz 300 S coupé.
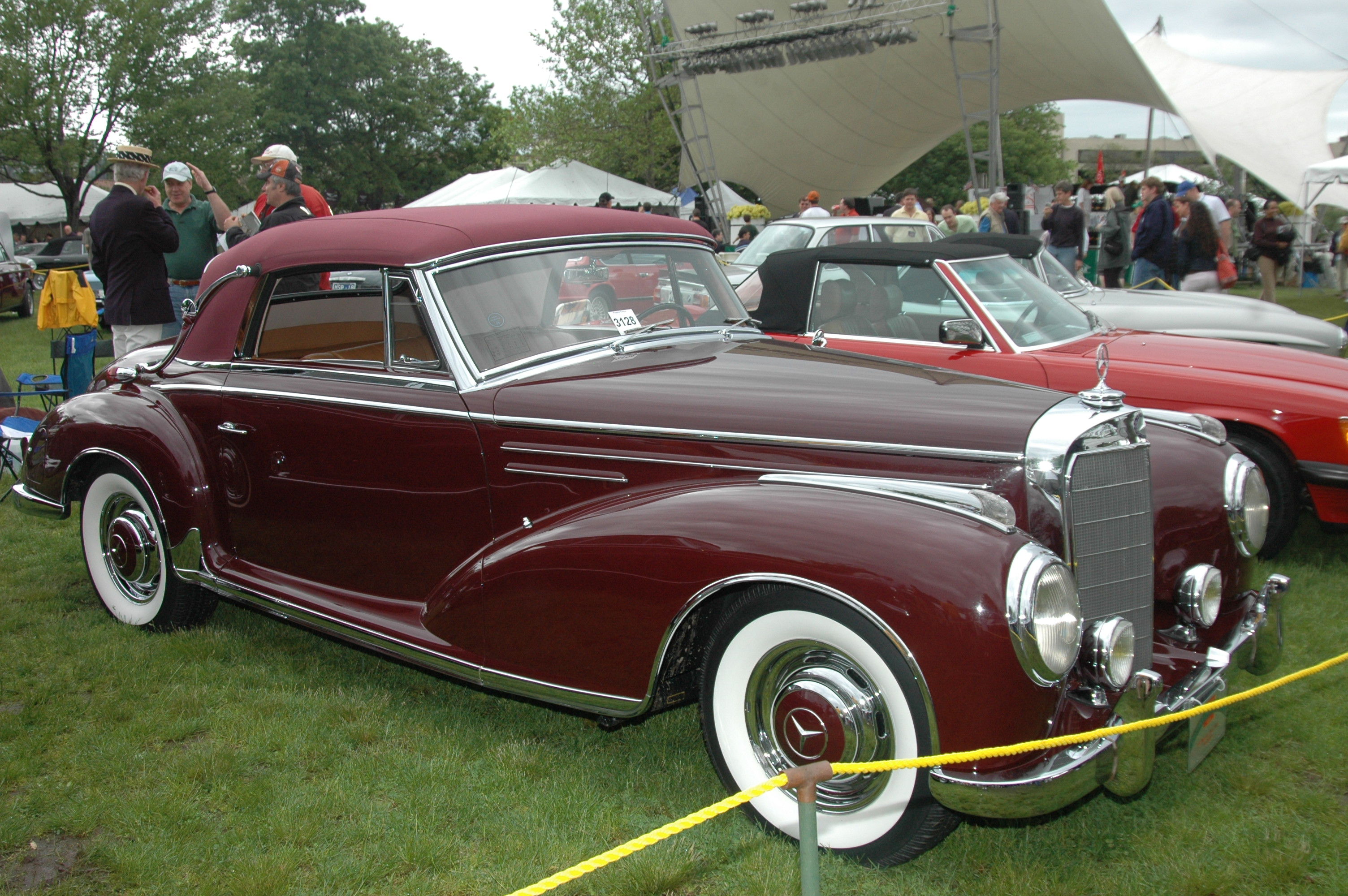
300 Sc cabriolet A (1957).
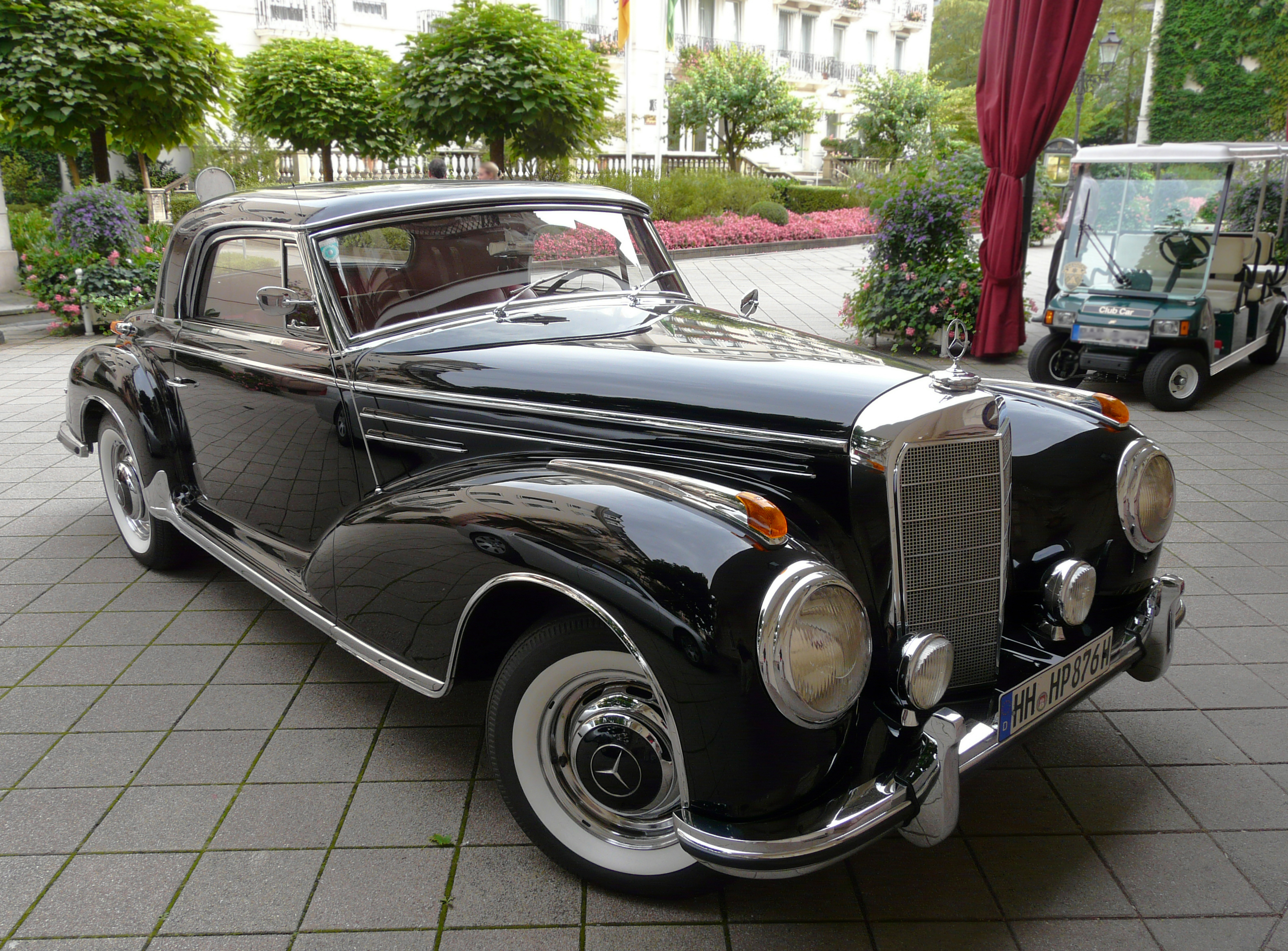
300 Sc coupé.
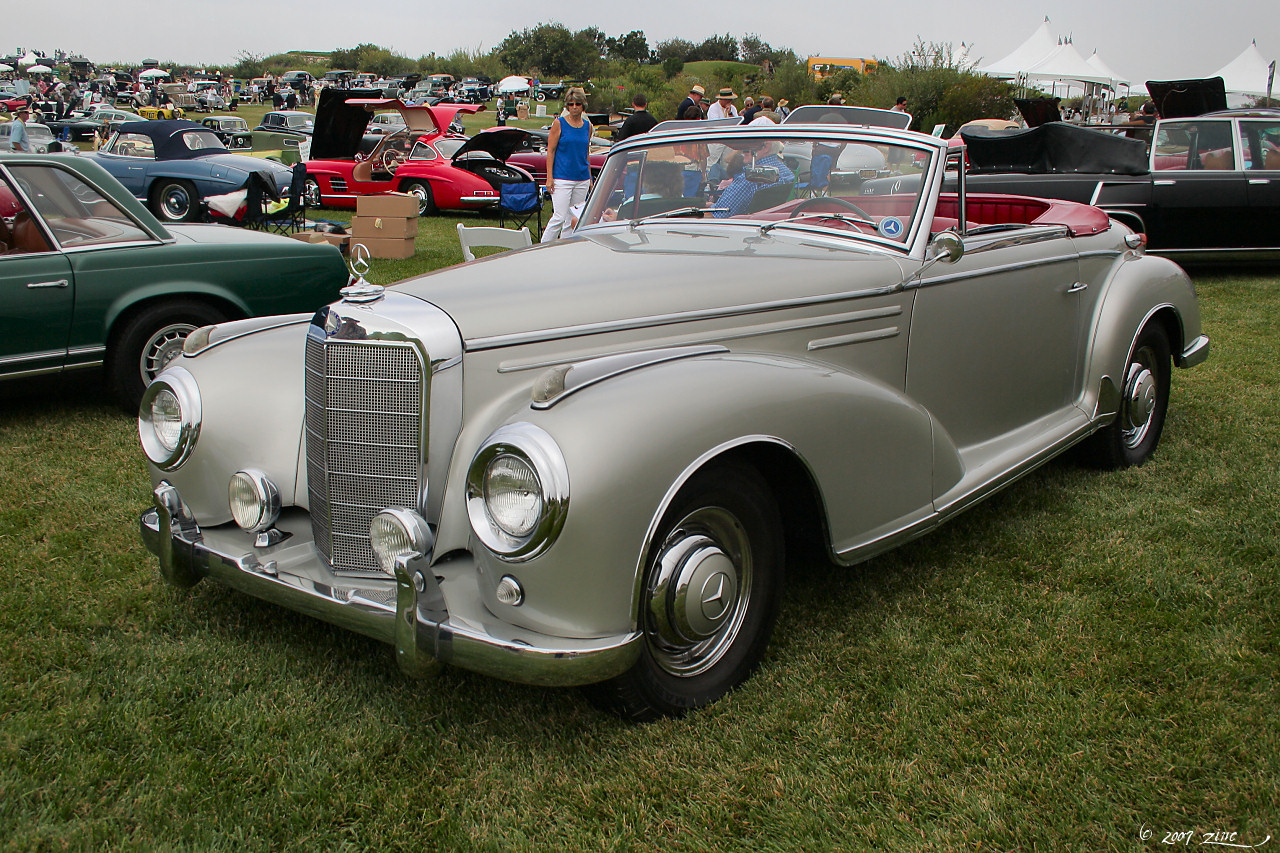
300 Sc roadster (1957).
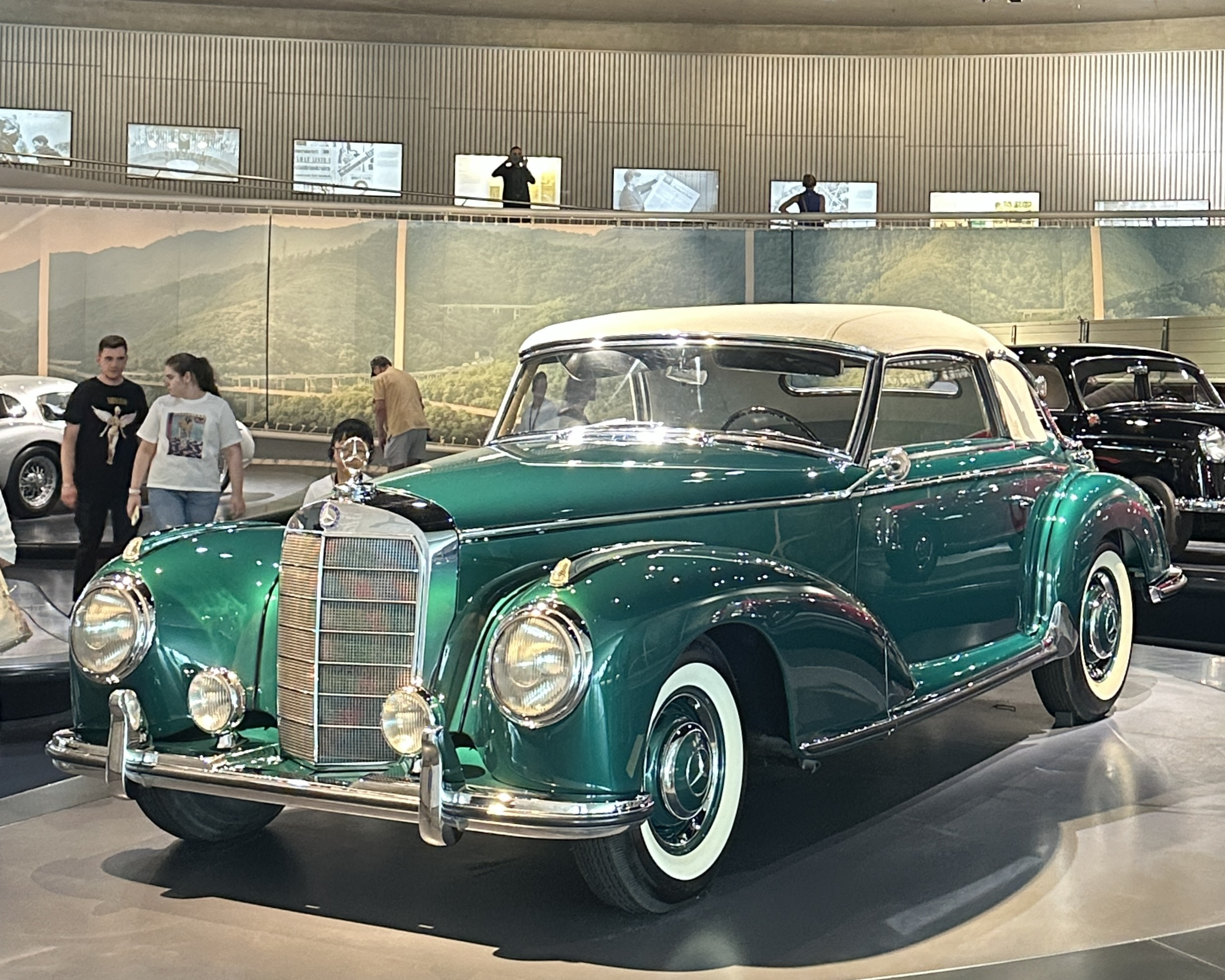
300 S Cabriolet A exposée au musée Mercedes-Benz de Stuttgart.